# Querceta dell'Incoronata (Nusco)
Querceta dell'Incoronata (Nusco) este o arie protejată (arie specială de conservare — SAC, sit de importanță comunitară — SCI) din Italia întinsă pe o suprafață de 1.362 ha, integral pe uscat.

## Localizare
Centrul sitului Querceta dell'Incoronata (Nusco) este situat la coordonatele 40°55′08″N 15°07′57″E / 40.918889°N 15.1325°E.

## Înființare
Situl Querceta dell'Incoronata (Nusco) a fost declarat sit de importanță comunitară în mai 1995 pentru a proteja 16 specii de animale. Situl a fost protejat și ca arie specială de conservare în mai 2019.

## Biodiversitate
Situată în ecoregiunea mediteraneană, aria protejată nu include niciun habitat protejat.
La baza desemnării sitului se află mai multe specii protejate:
- păsări (7): ciocârlie-de-câmp (Alauda arvensis), caprimulg (Caprimulgus europaeus), prepeliță (Coturnix coturnix), ciocârlie de pădure (Lullula arborea), turturică (Streptopelia turtur), mierlă (Turdus merula), sturzul de vâsc (Turdus viscivorus)
- amfibieni (1): Triturus carnifex
- mamifere (5): liliac cu aripi lungi (Miniopterus schreibersii), liliac cu urechi de șoarece (Myotis blythii), liliac comun (Myotis myotis), liliacul mare cu potcoavă (Rhinolophus ferrumequinum), liliacul mic cu potcoavă (Rhinolophus hipposideros)
- nevertebrate (2): croitorul mare al stejarului (Cerambyx cerdo), Melanargia arge
- reptile (1): șarpele cu patru dungi (Elaphe quatuorlineata)

Pe lângă speciile protejate, pe teritoriul sitului au mai fost identificate 1 specie de amfibieni, 1 specie de mamifere, 1 specie de nevertebrate, 3 specii de reptile.